# Frederiksbjerg
 Ikke at forveksle med Fredriksberg og Frederiksberg.
Frederiksbjerg er en bydel i sydenden af Aarhus C. Bydelen afgrænses mod nord til Indre By af banegraven. Frederiksbjerg har forbindelse til Indre By via 2 broer, Bruunsbro og Frederiksbro. Mod øst afgrænses Frederiksbjerg af gaderne Spanien (gade) og Strandvejen, mod syd af Marselisborg Boulevard og Sdr. Ringgade og mod vest af Ankersgade:8.
Bydelen er navngivet efter Frederik 6. i 1870:3. Århus by havde behov for at ekspandere, efter at jernbanen var kommet til byen i 1862, og i 1874 erhvervede man mod syd 88 tønder land af Viby Sogn:5. En betydelig del af bydelens gader er navngivet efter de Slesvigske kriges slagmarker og ledere:27-31.
Bydelen har 3 store butiksgader – M.P. Bruuns Gade, Jægergårdsgade og Frederiks Allé. Frederiksbjerg består mest af lejlighedskomplekser på 4-6 etager, men i det gamle Frederiksbjerg syd for Jægergårdsgade rummer bydelen også mindre byhuse. Der ligger også Skanseparken som blev etableret i 1902 og derved er blandt byens ældste parker.
Frederiks Allé er den store indfaldsgade fra syd mod centrum. Gaden rummer flere restauranter, kiosker, bodegaer og grillbarer.
Den brede Ingerslevs Boulevard mellem Harald Jensens Plads og Skt. Annagade danner et langstrakt torv med grønne plæner og en parkeringsplads, der flere gange om ugen omdannes til torveplads med mange salgsboder.
Der er 17.414 indbyggere på Frederiksbjerg (1. jan 2018), fordelt på Frederiksbjerg øst (Sankt Pauls sogn) og Frederiksbjerg vest (Sankt Lukas sogn).

## Frederiksbjerg-Langenæs
I kommunal sammenhæng ses Frederiksbjerg i tæt sammenhæng med Langenæs som har 7.000 indbyggere. Som eksempel deler Søndre Ringgade Harald Jensens Plads i to, hvor den sydlige del af pladsen ligger på Langenæs, og den nordlige del på Frederiksbjerg.
Frederiksbjerg-Langenæs havde tilsammen 24.242 indbyggere den 1. jan 2018.

## Billeder
- Frederiksbjerg set fra nord.
- M. P. Bruuns Gade forår 2019.
- M. P. Bruuns Gade.
- Skt.Pauls Kirkeplads.
- Chr.Wærums Gade.
- Hans Broges Gade.
- Gadekryds Bruuns Gade/Jægergårdsgade.
- Byhuse
- Frederiks Allé.
- Frederiks Allé.
- Sct. Pauls Kirke.
- Harald Jensens Plads.
- Ingerslevs Boulevard.
- Ingerslevs Boulevard.
- Skt.Pauls Kirkeplads.
- N.J. Fjordsgades Skole
- Skanseparken.
- Skansen.
- Skt. Lucas Kirke.